# Passerelle (architecture)
Pour les articles homonymes, voir Passerelle.
Une passerelle est, dans le domaine de l'architecture, un pont ou un passage aérien, à l'usage exclusif des piétons voire des cyclistes, pouvant par exemple relier deux bâtiments entre eux, enjamber un cours d'eau ou une voie navigable, un axe de circulation routière ou ferroviaire, etc. Elle est parfois couverte, fermée ou vitrée sur les côtés pour abriter les usagers.

## Historique

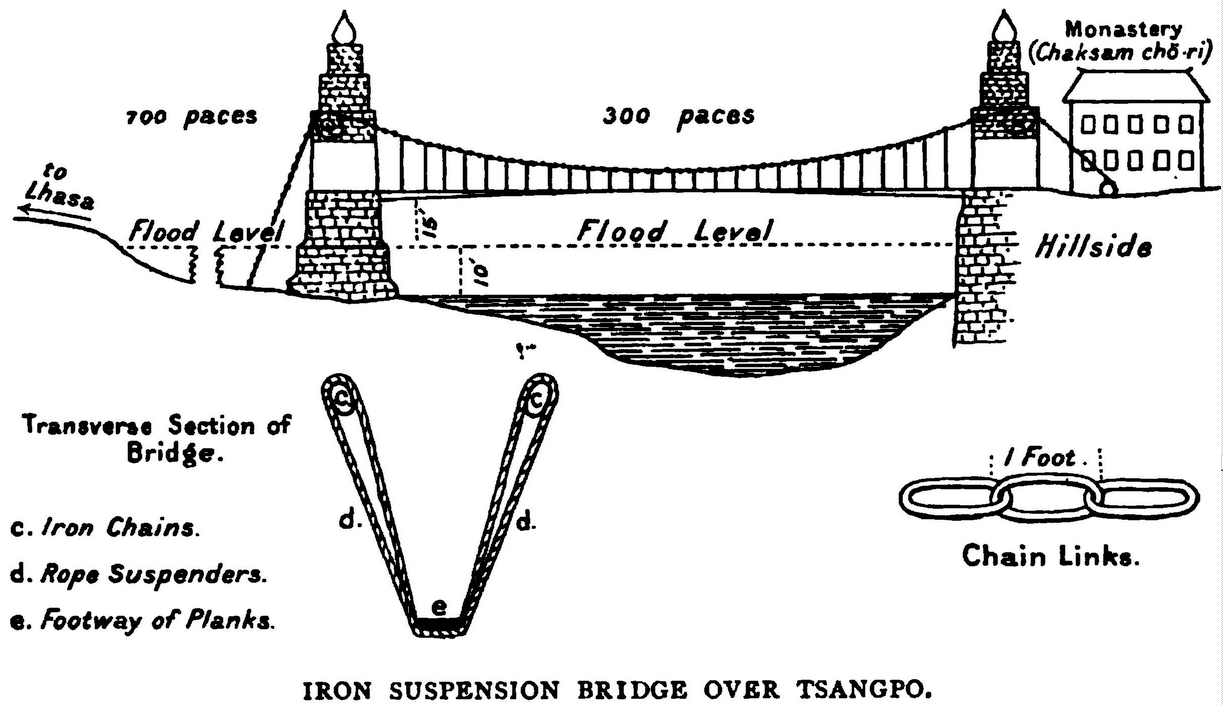
Passerelle à chaînes de Chaksam (1430).

Les Tibétains construisent des ponts à chaînes dès le VIe siècle. Ainsi, le pont de Chaksam (passerelle piéton) a été construit en 1430 par Thang Tong Gyalpo.
On retrouve nombre de ces éléments dans les aéroports et dans les villes au climat rude à l'image de Minneapolis (Minnesota, États-Unis) ou Calgary (Alberta, Canada) qui possèdent parmi les plus vastes réseaux de passerelles au monde.
Quelques exemples d'écoducs également prévus pour une circulation piétonnes sont appelés « passerelles mixtes ». Il en existe par exemple en Suisse ou aux États-Unis. En France, il en existe une à Loos-en-Gohelle, qui enjambe la rocade minière. Une passerelle peut aussi être un pont ferroviaire, par exemple la passerelle Eiffel ou passerelle Saint-Jean est un ancien pont métallique ferroviaire situé sur la Garonne à Bordeaux.
On peut aussi trouver les abréviations « ple » (FANTOIR) ou « plle » (Commission de toponymie du Québec) pour désigner une passerelle.

## Exemples

### États-Unis
- Le Nymore Bridge, passerelle en béton sur le Mississippi, situé à Bemidji (Minnesota), et inscrite au Registre national des lieux historiques.

### France
- Paris :
  - Passerelle Debilly
  - Passerelle rue Sainte-Anastase
  - Passerelle Simone de Beauvoir
  - Passerelle Léopold-Sédar-Senghor, anciennement passerelle Solférino
  - Passerelle BZ/12
  - Passerelle de la Grange-aux-Belles
  - Passerelle Jim-Morrison (anciennement Passerelle Mornay ou passerelle de Mornay ou passerelle de l’Arsenal)
- Grenoble :
  - Passerelle Saint-Laurent
- Isère :
  - Passerelle de Meylan également appelée passerelle de l'île d'Amour

### Italie
- Arezzo :
  - Passerella pedonale di Borgo a Giovi, 1987. Ses quatre piles sont revêtues de pierre, la structure portante est en bois lamellé-collé avec appuis en béton armé, platelage en lariccio. Architectes : R. Stolzuoli et E. Sorbi, ingénieur : G.Stolzuoli[4].

## Galerie

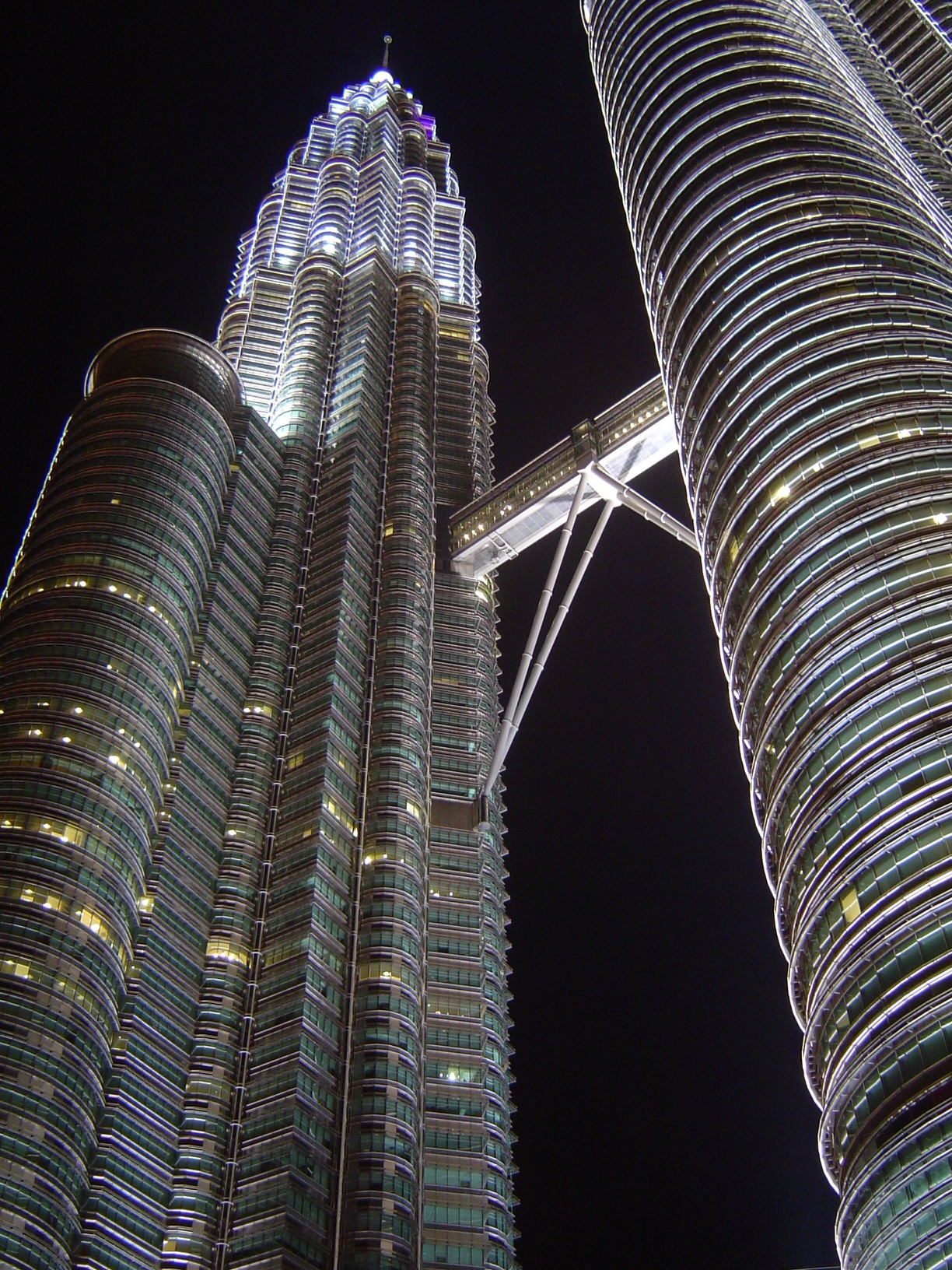
Passerelle des tours Petronas (Kuala Lumpur, Malaisie).
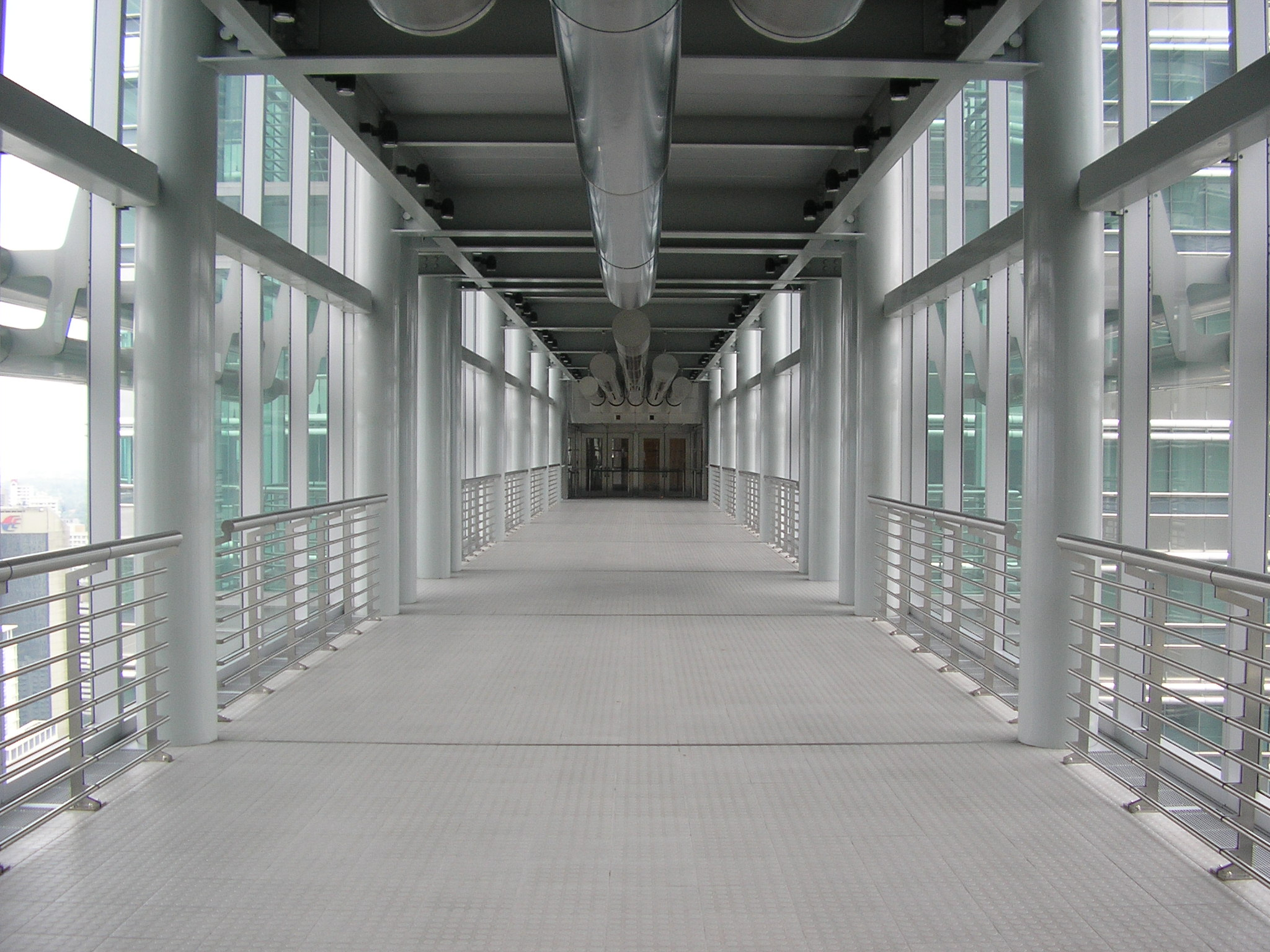
Intérieur d'une passerelle.
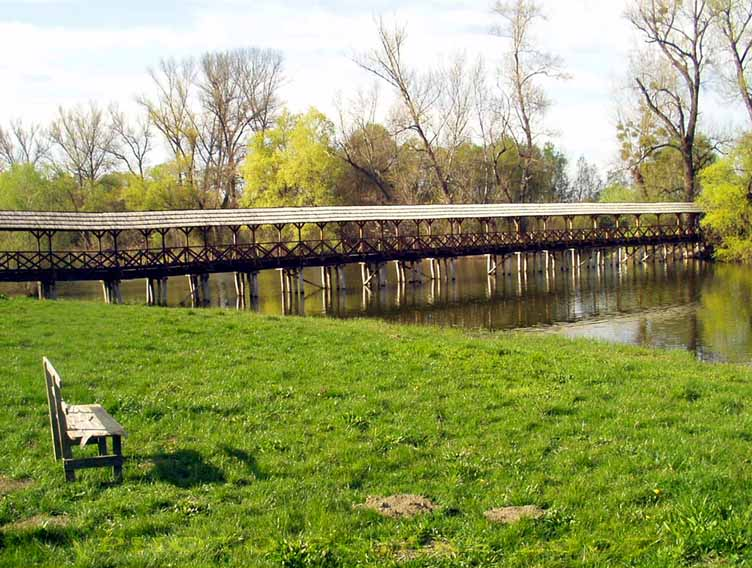
Passerelle couverte.
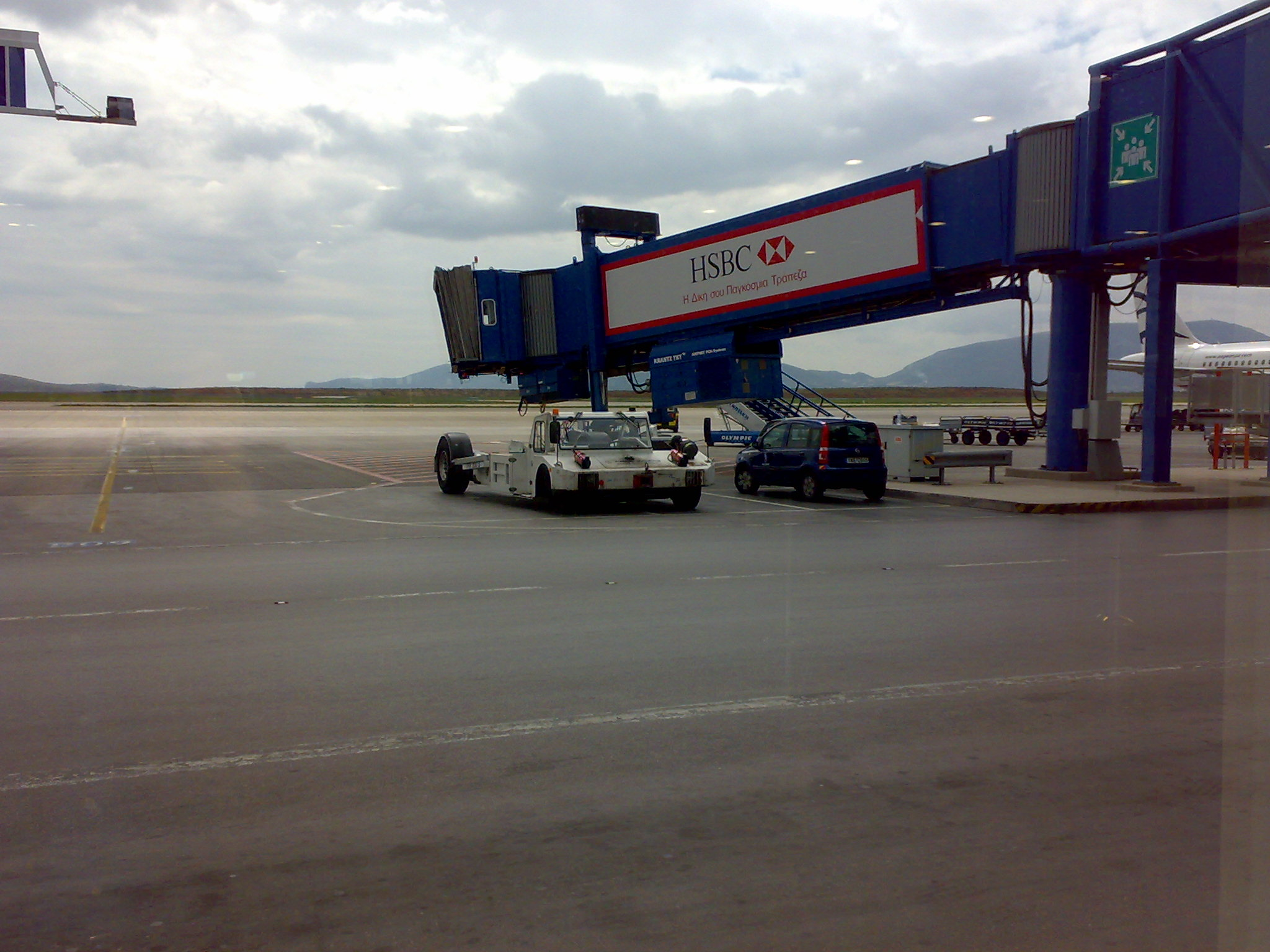
Passerelle d'aéroport.
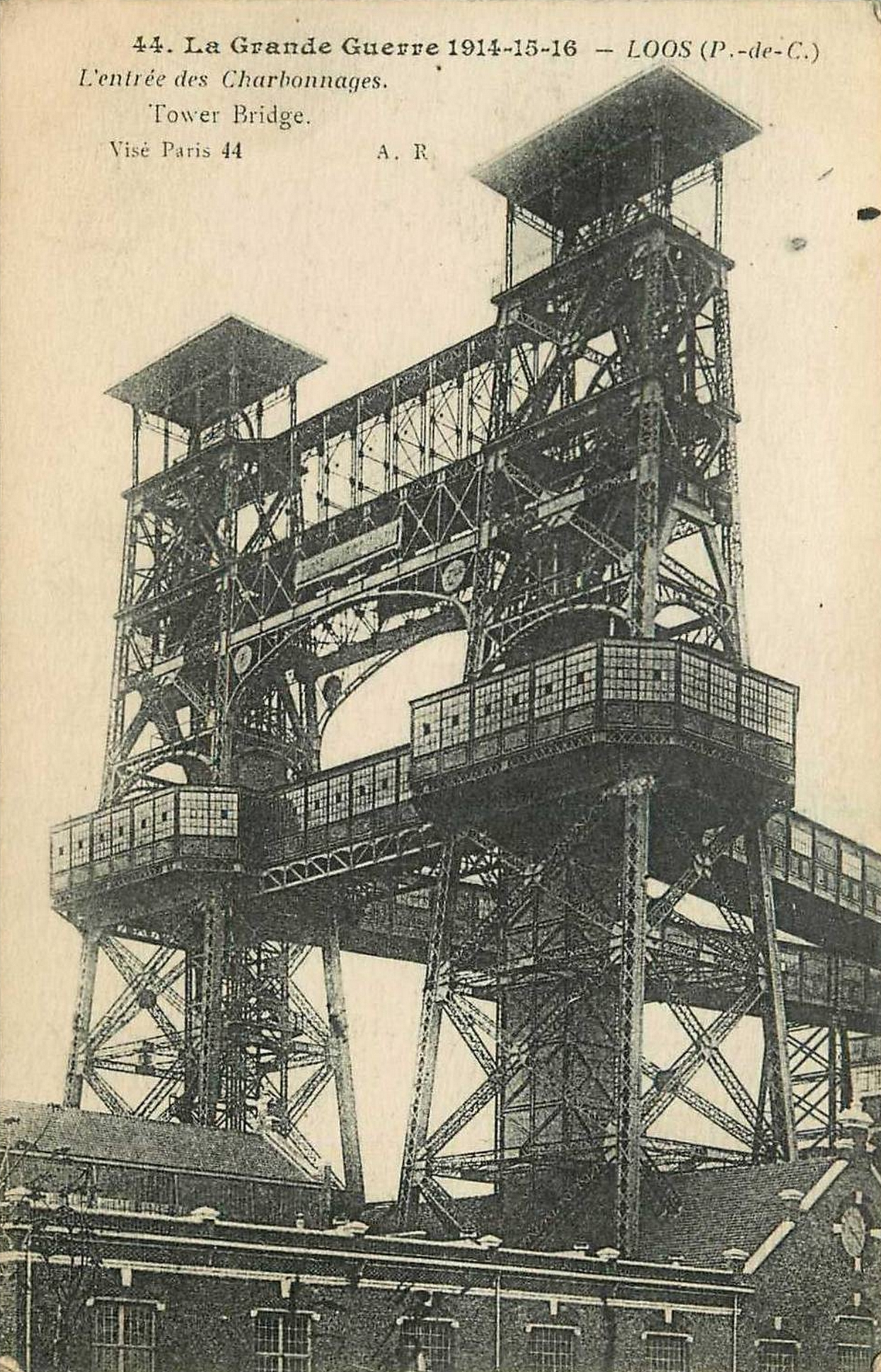
Passerelle du premier chevalement de la fosse n° 15 - 15 bis des mines de Lens.
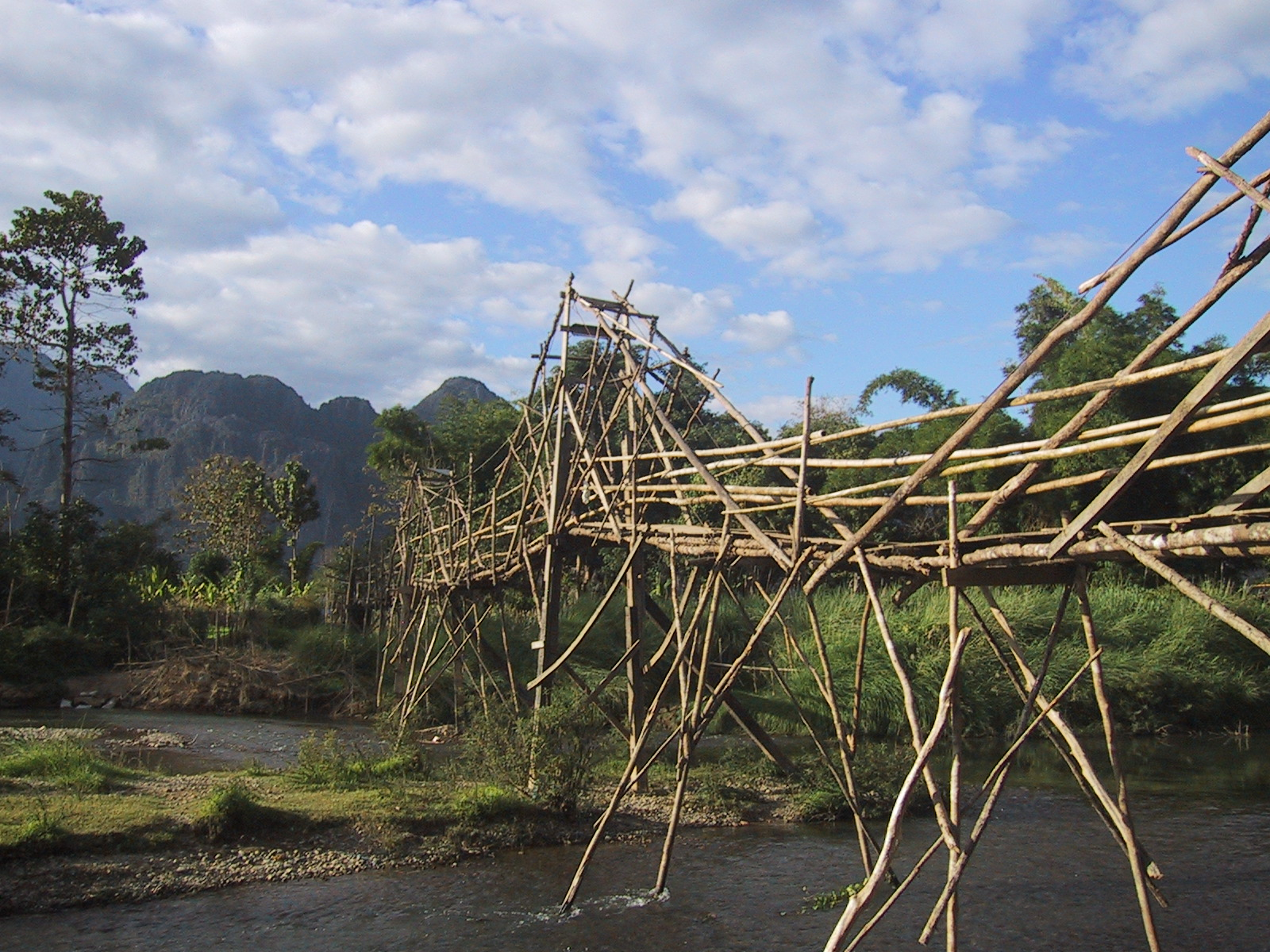
Passerelle piétonne au-dessus d'une rivière au Laos.
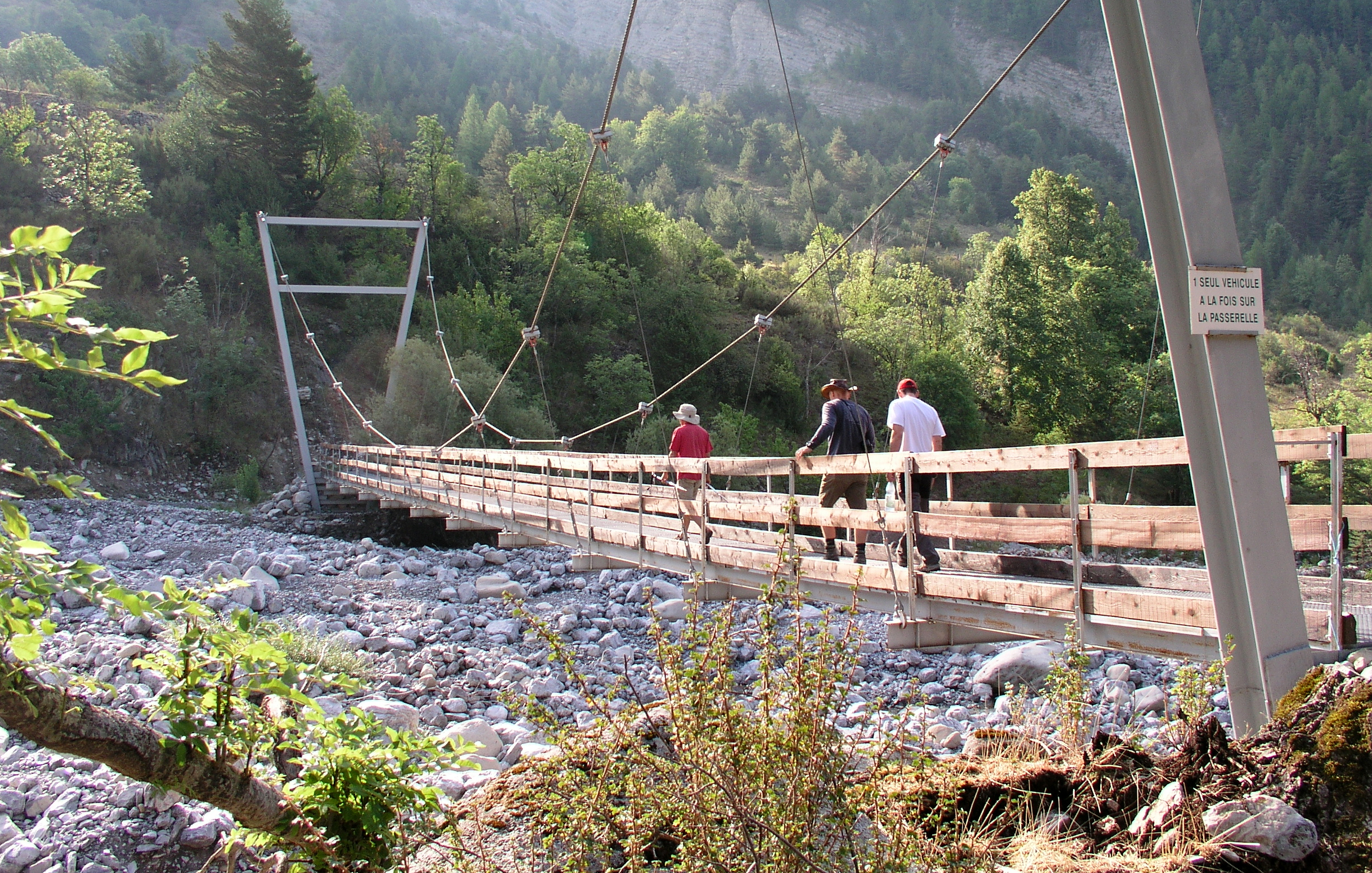
La passerelle d'Aurent à Castellet-lès-Sausses (Alpes-de-Haute-Provence, France).